# حوزه انتخابیه یازدهم نیوجرسی
حوزه انتخابیه یازدهم نیوجرسی یک حوزه انتخابیه مجلس نمایندگان آمریکا است که در ایالت نیوجرسی قرار دارد.